# 朗多 (阿肯色州)
朗多（英語：Rondo）是一個位於美國阿肯色州李縣的城鎮。

## 地理
朗多的座標為34°39′32″N 90°49′20″W / 34.65889°N 90.82222°W，而該地的平均海拔高度為65米（即213英尺）。

## 人口
根據2020年美國人口普查的數據，朗多的面積為2.61平方千米，皆為陸地。當地共有人口163人，而人口密度為每平方千米62人。